# Владимир Кондић (генерал)
Владимир Кондић (Београд, 24. април 1863 — Београд, 27. мај 1940) био је српски и југословенски генерал. Учесник Српско-бугарског рата, Балканских ратова и Првог светског рата.

## Биографија
Рођен је 24. априла 1863. године у Београду. Потомак је легендарног Конде Бимбаше, Карађорђевог саборца из Првог српског устанка. Основну школу и седам разреда гимназије завршио је у Београду. Нижу школу војне академије уписао је 1883. (16. класа), а завршио је са прекидом због рата са Бугарском, 12. септембра 1886. Од десет свршених питомаца ове класе био је трећи у рангу. Вишу школу Академије похађао је од 1888. (2. класа). Завршио је 1890, као десети у рангу од деветнаест питомаца. Период од марта 1891. до 1892. провео је као државни питомац у Русији, служећи у 7. гренадирском пуку.
Оженио се Аном Валтер (1879—1961), кћерком чувеног индустријалца Адолфа Валтера. У браку је имао две кћери, Јелену (1907—1962) и Мару (1909—1991). Био је пашеног са санитетским бригадним генералом Александром Марковићем.

## Официрско напредовање
Као питомац Војне академије унапређен у чин потпоручника 12. новембра 1885. године. Поручник је постао фебруара 1890. У чин Капетана 2. класе је унапређен 26. априла 1893, капетан 1. класе је постао 2. августа 1895, мајор 14. маја 1898, потпуковник 22. фебруара 1903, пуковник 16. августа 1908, генерал 12. новембра 1913. и дивизијски генерал 26. августа 1930.

## Активна служба
У Српско-бугарском рату, као несвршени питомац Академије, био је на дужности у штабу 2. пешадијског пука. након рата заузимао је разне положаје - био је водни официр у 7. батаљону, а од априла 1890. постао је наставник у пешадијској Подофицирској школи. Током 1892—1896. у установи био је командир чете. Потом, од марта 1896. до марта наредне године био је ађутант двојице министара војних: генерала Драгутина Франасовића и Јована Мишковића. Са те дужности враћен јр у трупу, најпре као вршилац дужности, а затимкао командир 1. батаљона 6. пука. Уз трупну команду, од марта 1897. постаје вршилац дужности команданта пешадијске подофицирске школе. На овом положају био је до марта 1900. када је постао вршилац дужности команданта 1. пешадијског пука. Исте године одређен је и за ађутанта краља Александра. На тој дужности остао до априла 1902. Од 31. јануара 1903. био је заменик у Испитној комисији за чин мајора. Мајски преврат га је затекао на положају вршиоца дужности комаанданта 8 пука. На дан преврата, разершен је ове дужности и стављен на располагање. Наредна два месеца, променио је два командантска положаја. Прво је именован за командната 11, а убрзо затим за команданта 3. пука. Почетком јула 1903. постављен је за помоћника команданта Дринске дивизијске области. На овом положају остао је дуго све до почетка Балканских ратова.

## Балкански ратови
У Првом Балканском рату командовао је Тимочком дивизијом 1. позива, у саставу 2. армије генерала Степе Степановића. Задатак ове дивизије био је да потпомаже рад 1. армије и да дејствује по боку Турске војске. Дивизија је 7. октобра заузела Криву Паланку а 9. октобра и Кратово. После упорног боја 12. октобра је заузела Црни Врх који је био брањен од стране 43. пука турске војске. Овај пук је одлучно одиграо подршку својој Врадарској армији и умногоме допринео да Вардарска армија не доживи потпуни пораз од стране Српске војске на Куманову. Са ових положаја је Тимочка дивизија 1. позива била упућена са Дунавском дивизијом 2. позива и тешком артиљеријом у помоћ Бугарима код Једрена. Под командом Владимира Кондића, Тимочка дивизија је у садејству са Бугарском армијом убрзала пад Једрена 13. марта 1913. године.
Рат против Бугарске 1913, је затекао пуковника Кондића на истом положају. Тимочка дивизија се налазила у околини Пирота. Са ових положаја успео је да задржи продирање 3. бугарске армије генерала Раче Петрова и тиме допринесе повољном исходу рата. За заслуге у оба ова рата Владимир Кондић је унапређен у чин генерала 12. новембра 1913. године. Између балканских и Први светски рат био је командант новоформиране Вардарске дивизијске области.

## Први светски рат
У Првом светском рату од мобилизације до 25. августа 1914. генерал Кондић је поново командовао Тимочком дивизијом 1. позива, која је и даље остала у саставу 2. армије генерала Степе Степановића. Налазећи се у почетку Церске битке у стратегијској резерви, Тимочка дивизија 1. позива била је употребљена тек последњег дана те битке и својом успешном акцијом у непосредној близини Марјановића Виса, где је ситуација 2. армије била најкритичнија, принудила је непријатеља на повлачење. После успешне победе у Церској бици, 2. армије било је наређено да у тзв. Сремској операцији, да демонстрацијом код Митровице, форсира Саву и покуша да је ослободи. Команднат Кондић преузео је све мере, колико су му материјалне и временске могућности допуштале, да изврши задати му задатак. По преласку код Чеврнтије, 6. септембра 1914. његово исцрпљено и недовољно опремљено људство ненадано се суочило са надмоћнијим непријатељем. Један и по његових пукова успео је да се пребаци на леву обалу. Међутим оскудица у понтонима и материјалу са мостове онемогућили су да се и остале трупе пребаце, тако да су пребачене трупе остале на левој страни саме и препуштене непријатељу. После једноденвне битке Тимочка дивизија доживљава тежак пораз, праћен великим људским и материјалним губицима. Иако у тактичком и техничком смислу поражена, Тимочка дивизија је у стратегијском смислу добила. Привукавши на себе знатне непријатељске снаге, она је олакшала рада 1. армије по извршеном преласку у Срем. Уз то такође је непријатељу задала невиђени отпор, о чему је истакао и командант 29. непријатељске дивизије генерал Алфред Краус. После овог неуспеха генерал Кондић је разрешен дужности и сављен на располагање.

## Последње године
Генералу Владимиру Кондићу због неуспеха код Чеврнтије није омугућено да до краја рата искаже своје командне способности. Током борби њему је одузета команда и 1915. стављен је под војни суд. Пензионисан је исте године по својој молби. Био је и осуђен за процес код Чеврнтије. После Првог светског рата на поновљеном процесу 14. октобра 1920. решењем војног суда с.бр. 5658 бива ослобођен свих оптужби, опроштено му издржавање затворске казне и потпуно је рехабилитован. Суђење је поновљено у марту 1922, када је поново ослобођен као невин. Преведен је у резерву унапређењем у виши чин 26. августа 1930. године. Као једини питомац 16. класе Војне академије доживео је дубоку старост.
Преминуо је 27. маја 1940. године. Сахрањен је на Новом гробљу.
За своје заслуге, како у миру, тако и у рату генерал Кондић је одликован бројним домаћим и иностраним одликовањима.

## Одликовања

### Домаћа одликовања
- Орден Карађорђеве звезде са мачевима 4. реда
- Орден Белог орла 4. и 5. реда
- Орден Таковског крста 4. и 5. реда
- Орден Југословенске круне 3. реда
- Медаља за војничке врлине
- Споменице ратова: 1885, 1912-1913.

### Инострана одликовања
- Орден Светог Спаситеља 3. реда, Грчка[б]